# Dead Space (série de jeux vidéo)
 (juin 2019).
Si vous disposez d'ouvrages ou d'articles de référence ou si vous connaissez des sites web de qualité traitant du thème abordé ici, merci de compléter l'article en donnant les références utiles à sa vérifiabilité et en les liant à la section « Notes et références ».
 (février 2015).
Dead Space est une série de jeux vidéo créée par Glen Schofield, développée par Visceral Games et éditée par Electronic Arts. La franchise est constituée de plusieurs jeux vidéo de type survival horror et se jouant la plupart en vue à la troisième personne. Elle inclut aussi deux films et une série de comics. La série débute en 2008 avec la sortie du jeu Dead Space, un jeu ayant la vocation d'être, d'après Schofield, « le jeu le plus terrifiant que nous pouvions créer ». Le jeu est un succès critique et connait deux suites principales : Dead Space 2 en 2011, puis Dead Space 3 en 2013. Un remake du premier épisode est sorti en 2023.

## Système de jeu
Les jeux de la série Dead Space sont des survival horror en vue à la troisième personne.

## Liste des jeux

### Série principale
- Dead Space
- Dead Space 2
- Dead Space 3
- Dead Space (remake)

### Spin-off
- Dead Space: Extraction
- Dead Space: Ignition
- Dead Space (mobile)

## Trame

### Personnages

#### Isaac Clarke
Isaac Clarke est le principal protagoniste de la série Dead Space. Alors qu'il est un ingénieur spécialisé en astronautique, sa vie change brusquement lorsqu'une simple mission de réparation sur un vaisseau (l'USG Ishimura), se transforme en une lutte pour la survie face au fléau Nécromorphe. Initialement, il avait choisi de prendre part à cette mission afin de rejoindre sa petite-amie qui était stationnée sur le vaisseau endommagé. Isaac Clarke est nommé d'après les auteurs de science-fiction Isaac Asimov et Arthur C. Clarke. Si le personnage est silencieux au cours du premier jeu, il est par la suite originellement interprété par Gunner Wright, dont son jeu d'acteur a été réalisé sous capture de mouvement afin de donner son apparence et ses mouvements à Isaac Clarke.

#### Nicole Breenan
Nicole Breenan est un officier médecin chef à bord du vaisseau endommagé USG Ishimura et la petite amie d'Isaac Clarke lors du premier Dead Space. Elle apparaît ponctuellement aux côtés d'Isaac lorsque celui-ci est en situation de stress ; mais ce n'est que bien plus tard qu'il comprendra que ce sont des hallucinations projetées dans son esprit par un Monolithe ; la femme s'étant suicidée bien avant son arrivée. Nicole apparaît de manière similaire au cours de Dead Space 2, cette fois-ci en tant qu'antagoniste secondaire. Dans le casting original, le personnage est joué par Iyari Limon et Tanya Clarke respectivement dans le premier et second opus.

#### Nolan Stross
Nolan Stross apparaît dans Dead Space 2 et est l'un des protagonistes du film Dead Space: Aftermath. Nolan était un scientifique de haut-rang avant qu'il ne souffre de démence à parti du moment où il a été en contact avec les marqueurs du Monolithe. Il a été placé dans un service psychiatrique d'un hôpital sur la station Titan. Isaac rencontre Nolan dans cette zone. Plus tard, alors qu'Isaac et lui tentent de s'unir pour détruire le Marqueur (à l'origine des événements du second opus), sa folie l'emporte et Isaac est obligé de le tuer. Tout comme pour Isaac Clarke, le personnage de Nolan Stross est intitulé selon les noms de deux écrivains de science-fiction : William F. Nolan et Charles Stross. Le personnage est originellement interprété par Curt Cornelius.

#### Ellie Langford
Ellie Langford est un protagoniste et personnage non jouable majeur de Dead Space 2 et Dead Space 3. Durant la première suite, elle et Isaac s'entraident pour s'échapper de Titan, et entre les deux jeux, ils débutent une romance. Cependant, au moment de la seconde suite, ils sont séparés, en partie à cause d'Isaac qui est hésitant à mener le combat face aux Marqueurs. Pour sa part, Ellie, avec l'aide du capitaine des Forces de Défense de la Terre, Robert Norton, découvre la preuve que la planète Tay Volantis est le monde d'origine des Marqueurs ; elle envoie alors Norton recruter Isaac, précipitant les événements de Dead Space 3. La voix originale du personnage est celle de l'actrice Sonita Henry.

## Autres médias
La franchise comporte également deux films, Dead Space: Downfall (2008) et Dead Space: Aftermath (2011), ainsi qu'une série de comics Dead Space.